# Округ Кларк (Алабама)
Округ Кларк (енгл. Clarke County) је округ у америчкој савезној држави Алабама. По попису из 2010. године број становника је 25.833. Седиште округа је град Гроув Хил.

## Демографија
Према попису становништва из 2010. у округу је живело 25.833 становника, што је 2.034 (7,3%) становника мање него 2000. године.
| Група             | 2000.          | 2010.          |
| Белци             | 15.519 (55,7%) | 13.943 (54,0%) |
| Афроамериканци    | 11.989 (43,0%) | 11.336 (43,9%) |
| Азијати           | 45 (0,2%)      | 77 (0,3%)      |
| Хиспаноамериканци | 180 (0,6%)     | 271 (1,0%)     |
| Укупно            | 27.867         | 25.833         |